# Sabina Bader
Sabina Bader (* um 1500 in Augsburg; † nach 1547 ebenda) war die Ehefrau des Augsburger Täuferführers und Kabbalisten Augustin Bader.

## Leben
Über die Herkunft und Jugend von Sabina Bader ist nichts bekannt. Ihr Name taucht erstmals auf, als sie und ihr Ehemann Augustin Bader einen Monat nach der Augsburger Märtyrersynode am 15. September 1527 bei einem geheimen Treffen der Täufergemeinde zusammen mit anderen Augsburger Täufern, darunter Jakob Gross und Hans Hut, verhaftet wurden. 

### Täuferin in Augsburg
Hut bekannte im Verhör, dass er nur denjenigen von seiner apokalyptischen Vision erzählt habe, die ihn darum gebeten hätten. Unter diesen befanden sich offensichtlich auch die Baders, die schon früher (Winter 1526/27) von Jakob Gross getauft worden waren. 
Zum Zeitpunkt ihrer Verhaftung war das jüngste der vier Kinder erst acht Wochen alt. Da sich Sabina weigerte zu widerrufen, musste sie Augsburg mit ihrem Säugling am 19. September 1527 verlassen. Ihr Mann wurde bis zu seinem formellen Widerruf (Oktober 1527) im Gefängnis behalten. 
Obwohl ihre Bitte nach einer Rückkehr in die Stadt an einen Widerruf geknüpft war, kehrte Sabina heimlich nach Augsburg zurück, wo ihr Mann zum Vorsteher der Täufergemeinde ernannt worden war. Nach Unstimmigkeiten mit seinem Stellvertreter Georg Nespitzer floh Augustin Bader nach Straßburg. Sabine blieb jedoch in der Stadt, um für ihre Kinder zu sorgen. Ihr Mann hatte sich auf seiner Reise, die ihn von Straßburg nach Nürnberg, Mähren und zurück nach Straßburg führte, immer mehr von der Täuferbewegung entfremdet. Seine Erwartungsvisionen zur Endzeit, deren Beginn er neu auf Ostern 1530 voraussah, wurden nur noch von wenigen geteilt. Er kehrte im September 1528 kurz zu seiner Frau zurück, um sie aufzufordern, ihm nachzufolgen.

### Königin bei Ulm
Im Juli 1529 verkaufte Sabina ihr Haus in Augsburg und zog mit den Kindern zu ihrem Mann nach Westerstetten in der Nähe von Ulm. Kurz nach ihrer Ankunft gebar sie einen Sohn. Dieser Knabe wurde von Bader zum kommenden Messias erklärt. Bader selber gab an, dass er vorläufig dessen Regent sein werde. Es wurden Vorkehrungen für das neue Königreich getroffen. Von einem Goldschmied ließen sie sich Königsinsignien (u. a. Ring, Kette, Kelch, vergoldetes Schwert) anfertigen. Sabina, die ausgebildete Schneiderin und künftige Königin, fertigte die nötigen Königsgewänder an, um für den Jüngsten Tag gerüstet zu sein.
Dem Müller, der den Baders und ihren Anhängern ein Gebäude in der Nähe von Blaubeuren vermietet hatte, wurde das Treiben zu gefährlich. Er zeigte die millenaristische Gemeinschaft der Obrigkeit an. In der Nacht vom 15. zum 16. Januar 1530 wurde die ganze Gruppe verhaftet. Sabina konnte als einzige noch in der Nacht mit einem Teil des Kronschatzes, aber ohne ihre Kinder, den Häschern entkommen und kehrte nach Augsburg zurück. Ihr Mann wurde nach harten Verhören als politischer Aufrührer am 30. März 1530 in Stuttgart hingerichtet.

### Braut in Straßburg
Nachdem ihre Verwandten sich vergebens um die Rückgabe der Kinder bemüht hatten, verließ Sabina erneut Augsburg und zog zu einem täuferischen Schneider nach St. Gallen. Dieser riet ihr, ins Elsass weiter zu ziehen. In Straßburg wurde sie im Haushalt des Reformators Wolfgang Capito freundlich willkommen geheissen. Aus dieser Beziehung soll sich ein Liebesverhältnis entwickelt haben. Ausgestattet mit Empfehlungsbriefen von Capito und Martin Bucer an den Rat von Augsburg kehrte sie in ihre Heimatstadt zurück. Sie widerrief ihre früheren „Fehler“ und verlangte vom Rat, dass er sie bei der Rückholung ihrer Kinder unterstütze. Der Rat verweigerte ihr die Hilfe, mit der Begründung, man könne mit dem katholischen Württemberg nicht verhandeln.
Kurz nachdem Sabina in Augsburg angekommen war, starb 1531 in Straßburg die Frau von Capito an der Pest. Martin Bucer machte sich für seinen Freund auf Brautschau. Als er erfuhr, dass Capito ein Auge auf Sabina Bader geworfen hatte, riet er diesem energisch ab, weil eine Verbindung mit einer selbsternannten Königin die reformatorische Bewegung der Lächerlichkeit aussetze. So heiratete Capito die kurz zuvor verwitwete Wibrandis Rosenblatt aus Basel.
Danach verlieren sich die Spuren der Sabina Bader. Offensichtlich blieb sie in Augsburg und verkehrte wieder mit der dortigen Täufergemeinde. Ob sie ihre Kinder nach der Reformation von Württemberg (1534) zurückerhielt, ist nicht bekannt. Sie starb nach 1547; das genaue Todesdatum ist unbekannt.

## Taufsukzession
Die Linie der Taufsukzession geht bei Sabina Bader (Winter 1526/27) über Jakob Gross, Balthasar Hubmaier (Frühjahr 1525), Wilhelm Reublin (Januar 1525), Jörg Blaurock (Januar 1525) auf Konrad Grebel (Januar 1525) zurück. Die in Klammern gesetzten Daten bezeichnen das jeweilige Taufdatum. Belege dazu finden sich in den Biographieartikeln der erwähnten Personen.